# Liste des parlements actuels
Pour un article plus général, voir Parlement.
Cet article dresse la liste des parlements actuels.
Les différentes assemblées législatives sont énumérées alphabétiquement par leur nom en français ou par le nom le plus souvent utilisé pour les désigner à l'exemple du Bundestag pour l'Allemagne.

## États reconnus
| État                             | Législature                                     | Chambres                                      | Forme                  | Durée du mandat                           | Système électoral                                                                               | Sièges            |
| -------------------------------- | ----------------------------------------------- | --------------------------------------------- | ---------------------- | ----------------------------------------- | ----------------------------------------------------------------------------------------------- | ----------------- |
| Afghanistan                      | Conseil de direction                            | Conseil de direction                          | Monocaméral            | Indéterminée                              | Nomination                                                                                      | 30                |
| Afrique du Sud                   | Parlement                                       | Assemblée nationale                           | Basse                  | 5                                         | Proportionnel                                                                                   | 400               |
| Afrique du Sud                   | Parlement                                       | Conseil national des provinces                | Haute                  | 5                                         | Nomination                                                                                      | 90                |
| Albanie                          | Assemblée                                       | Assemblée                                     | Monocaméral            | 4                                         | Proportionnel D'Hondt                                                                           | 140               |
| Algérie                          | Parlement                                       | Assemblée populaire nationale                 | Basse                  | 5                                         | Proportionnel                                                                                   | 407               |
| Algérie                          | Parlement                                       | Conseil de la nation                          | Haute                  | 6                                         | Scrutin indirect et nomination                                                                  | 174               |
| Allemagne                        | Bundestag (Diète fédérale)                      | Bundestag (Diète fédérale)                    | Basse                  | 4                                         | Représentation proportionnelle personnalisée                                                    | 598               |
| Allemagne                        | Bundesrat (Conseil fédéral)                     | Bundesrat (Conseil fédéral)                   | Haute                  | Selon les Länder                          | Scrutin indirect                                                                                | 69                |
| Andorre                          | Conseil général                                 | Conseil général                               | Monocaméral            | 4                                         | Système mixte                                                                                   | 28                |
| Angola                           | Assemblée nationale                             | Assemblée nationale                           | Monocaméral            | 5                                         | Système mixte                                                                                   | 223               |
| Antigua-et-Barbuda               | Parlement                                       | Chambre des représentants                     | Basse                  | 5                                         | Uninominal majoritaire à un tour                                                                | 17                |
| Antigua-et-Barbuda               | Parlement                                       | Sénat                                         | Haute                  | 5                                         | Nomination                                                                                      | 17                |
| Arabie saoudite                  | Assemblée consultative                          | Assemblée consultative                        | Monocaméral            | 4                                         | Nomination                                                                                      | 150               |
| Argentine                        | Congrès de la Nation                            | Chambre des députés                           | Basse                  | 4                                         | Proportionnel D'Hondt                                                                           | 257               |
| Argentine                        | Congrès de la Nation                            | Sénat                                         | Haute                  | 6                                         | Vote limité                                                                                     | 72                |
| Arménie                          | Assemblée nationale                             | Assemblée nationale                           | Monocaméral            | 5                                         | Représentation semi-proportionnelle                                                             | 107               |
| Australie                        | Parlement                                       | Chambre des représentants                     | Basse                  | 3                                         | Vote alternatif                                                                                 | 151               |
| Australie                        | Parlement                                       | Sénat                                         | Haute                  | 6                                         | Vote unique transférable                                                                        | 76                |
| Autriche                         | Assemblée fédérale (réunion des deux chambres)  | Conseil national                              | Basse                  | 5                                         | Proportionnel                                                                                   | 183               |
| Autriche                         | Assemblée fédérale (réunion des deux chambres)  | Conseil fédéral                               | Haute                  | 4 à 6 (selon les Länder)                  | Scrutin indirect                                                                                | 61                |
| Azerbaïdjan                      | Assemblée nationale                             | Assemblée nationale                           | Monocaméral            | 5                                         | Uninominal majoritaire à un tour                                                                | 125               |
| Bahamas                          | Parlement                                       | Assemblée                                     | Basse                  | 5                                         | Uninominal majoritaire à un tour                                                                | 39                |
| Bahamas                          | Parlement                                       | Sénat                                         | Haute                  | 5                                         | Nomination                                                                                      | 16                |
| Bahreïn                          | Assemblée nationale                             | Conseil des représentants                     | Basse                  | 4                                         | Uninominal majoritaire à deux tours                                                             | 40                |
| Bahreïn                          | Assemblée nationale                             | Conseil consultatif                           | Haute                  | 4                                         | Nomination                                                                                      | 40                |
| Bangladesh                       | Jatiya Sangsad (Chambre de la Nation)           | Jatiya Sangsad (Chambre de la Nation)         | Monocaméral            | 5                                         | Uninominal majoritaire à un tour et sièges réservés aux femmes à la proportionnel               | 350               |
| Barbade                          | Parlement                                       | Assemblée                                     | Basse                  | 5                                         | Uninominal majoritaire à un tour                                                                | 30                |
| Barbade                          | Parlement                                       | Sénat                                         | Haute                  | 5                                         | Nomination                                                                                      | 21                |
| Belgique                         | Parlement fédéral                               | Chambre des représentants                     | Basse                  | 5                                         | Proportionnel                                                                                   | 150               |
| Belgique                         | Parlement fédéral                               | Sénat                                         | Haute                  | 5                                         | Scrutin indirect                                                                                | 60                |
| Belize                           | Assemblée nationale                             | Chambre des représentants                     | Basse                  | 5                                         | Uninominal majoritaire à un tour                                                                | 31                |
| Belize                           | Assemblée nationale                             | Sénat                                         | Haute                  | 5                                         | Nomination                                                                                      | 13                |
| Bénin                            | Assemblée nationale                             | Assemblée nationale                           | Monocaméral            | 5                                         | Proportionnel                                                                                   | 109               |
| Bhoutan                          | Parlement                                       | Assemblée nationale                           | Basse                  | 5                                         | Uninominal majoritaire à deux tours                                                             | 47                |
| Bhoutan                          | Parlement                                       | Conseil national                              | Haute                  | 5                                         | Uninominal majoritaire à un tour et nomination                                                  | 25                |
| Biélorussie                      | Assemblée nationale                             | Chambre des représentants                     | Basse                  | 4                                         | Uninominal majoritaire à un tour                                                                | 110               |
| Biélorussie                      | Assemblée nationale                             | Conseil de la République                      | Haute                  | 4                                         | Scrutin indirect et nomination                                                                  | 64                |
| Birmanie                         | Assemblée de l'Union                            | Chambre des représentants                     | Basse                  | 5                                         | Uninominal majoritaire à un tour et sièges réservés aux militaires                              | 440               |
| Birmanie                         | Assemblée de l'Union                            | Chambre des nationalités                      | Haute                  | 5                                         | Uninominal majoritaire à un tour et sièges réservés aux militaires                              | 224               |
| Bolivie                          | Assemblée législative plurinationale            | Chambre des députés                           | Basse                  | 5                                         | Système mixte                                                                                   | 130               |
| Bolivie                          | Assemblée législative plurinationale            | Chambre des sénateurs                         | Haute                  | 5                                         | Proportionnel                                                                                   | 36                |
| Bosnie-Herzégovine               | Assemblée parlementaire                         | Chambre des représentants                     | Basse                  | 5                                         | Proportionnel                                                                                   | 42                |
| Bosnie-Herzégovine               | Assemblée parlementaire                         | Chambre des peuples                           | Haute                  | 4                                         | Nomination                                                                                      | 15                |
| Botswana                         | Assemblée nationale                             | Assemblée nationale                           | Monocaméral            | 5                                         | Uninominal majoritaire à un tour                                                                | 65                |
| Brésil                           | Congrès national                                | Chambre des députés                           | Basse                  | 4                                         | Proportionnel                                                                                   | 513               |
| Brésil                           | Congrès national                                | Sénat fédéral                                 | Haute                  | 8                                         | Uninominal majoritaire à un tour                                                                | 81                |
| Brunei                           | Conseil législatif                              | Conseil législatif                            | Monocaméral            | 5                                         | Nomination                                                                                      | 31                |
| Bulgarie                         | Assemblée nationale                             | Assemblée nationale                           | Monocaméral            | 4                                         | Proportionnel                                                                                   | 240               |
| Burkina Faso                     | Assemblée législative de transition             | Assemblée législative de transition           | Monocaméral            | 2                                         | Nomination                                                                                      | 71                |
| Burundi                          | Parlement                                       | Assemblée nationale                           | Basse                  | 5                                         | Proportionnel                                                                                   | 123               |
| Burundi                          | Parlement                                       | Sénat                                         | Haute                  | 5                                         | Scrutin indirect et sièges réservés                                                             | 39                |
| Cambodge                         | Parlement                                       | Assemblée nationale                           | Basse                  | 5                                         | Proportionnel                                                                                   | 125               |
| Cambodge                         | Parlement                                       | Sénat                                         | Haute                  | 6                                         | Scrutin indirect et nomination                                                                  | 62                |
| Cameroun                         | Parlement                                       | Assemblée nationale                           | Basse                  | 5                                         | Système mixte                                                                                   | 180               |
| Cameroun                         | Parlement                                       | Sénat                                         | Haute                  | 5                                         | Scrutin indirect et nomination                                                                  | 100               |
| Canada                           | Parlement                                       | Chambre des communes                          | Basse                  | 4                                         | Uninominal majoritaire à un tour                                                                | 338               |
| Canada                           | Parlement                                       | Sénat                                         | Haute                  | Jusqu'à l'âge de 75 ans ou démission      | Nomination                                                                                      | 105               |
| Cap-Vert                         | Assemblée nationale                             | Assemblée nationale                           | Monocaméral            | 5                                         | Proportionnel                                                                                   | 72                |
| République centrafricaine        | Assemblée nationale                             | Assemblée nationale                           | Monocaméral            | 5                                         | Uninominal majoritaire à deux tours                                                             | 140               |
| Chili                            | Congrès national                                | Chambre des députés                           | Basse                  | 4                                         | Proportionnel                                                                                   | 155               |
| Chili                            | Congrès national                                | Sénat                                         | Haute                  | 8                                         | Proportionnel                                                                                   | 50                |
| Chine                            | Assemblée nationale populaire                   | Assemblée nationale populaire                 | Monocaméral            | 5                                         | Scrutin indirect                                                                                | 2980              |
| Chypre                           | Chambre des représentants                       | Chambre des représentants                     | Monocaméral            | 5                                         | Proportionnel                                                                                   | 56                |
| Colombie                         | Congrès                                         | Chambre des représentants                     | Basse                  | 4                                         | Proportionnel                                                                                   | 188               |
| Colombie                         | Congrès                                         | Sénat de la République                        | Haute                  | 4                                         | Proportionnel                                                                                   | 108               |
| Comores                          | Assemblée de l'union                            | Assemblée de l'union                          | Monocaméral            | 5                                         | Uninominal majoritaire à deux tours et scrutin indirect                                         | 33                |
| République du Congo              | Parlement                                       | Assemblée nationale                           | Basse                  | 5                                         | Uninominal majoritaire à deux tours                                                             | 151               |
| République du Congo              | Parlement                                       | Sénat                                         | Haute                  | 6                                         | Scrutin indirect                                                                                | 72                |
| République démocratique du Congo | Parlement                                       | Assemblée nationale                           | Basse                  | 5                                         | Système mixte                                                                                   | 500               |
| République démocratique du Congo | Parlement                                       | Sénat                                         | Haute                  | 5                                         | Scrutin indirect                                                                                | 109               |
| Îles Cook                        | Parlement                                       | Parlement                                     | Monocaméral            | 4                                         | Uninominal majoritaire à un tour                                                                | 24                |
| Corée du Nord                    | Assemblée populaire suprême                     | Assemblée populaire suprême                   | Monocaméral            | 5                                         | Uninominal majoritaire à un tour                                                                | 687               |
| Corée du Sud                     | Assemblée nationale                             | Assemblée nationale                           | Monocaméral            | 4                                         | Système mixte                                                                                   | 300               |
| Costa Rica                       | Assemblée législative                           | Assemblée législative                         | Monocaméral            | 4                                         | Proportionnel                                                                                   | 57                |
| Côte d'Ivoire                    | Parlement                                       | Assemblée nationale                           | Basse                  | 5                                         | Majorité simple à un tour                                                                       | 255               |
| Côte d'Ivoire                    | Parlement                                       | Sénat                                         | Haute                  | 5                                         | Scrutin indirect et nomination                                                                  | 99                |
| Croatie                          | Parlement                                       | Parlement                                     | Monocaméral            | 4                                         | Proportionnel D'Hondt                                                                           | 151               |
| Cuba                             | Assemblée nationale du pouvoir populaire        | Assemblée nationale du pouvoir populaire      | Monocaméral            | 5                                         | Uninominal majoritaire à deux tours                                                             | 470               |
| Danemark                         | Folketing                                       | Folketing                                     | Monocaméral            | 4                                         | Proportionnel                                                                                   | 179               |
| Djibouti                         | Assemblée nationale                             | Assemblée nationale                           | Monocaméral            | 5                                         | Proportionnel                                                                                   | 65                |
| République dominicaine           | Congrès national                                | Chambre des députés                           | Basse                  | 4                                         | Proportionnel                                                                                   | 190               |
| République dominicaine           | Congrès national                                | Sénat                                         | Haute                  | 4                                         | Uninominal majoritaire à un tour                                                                | 32                |
| Dominique                        | Assemblée                                       | Assemblée                                     | Monocaméral            | 5                                         | Uninominal majoritaire à un tour et nomination                                                  | 32                |
| Égypte                           | Parlement                                       | Chambre des représentants                     | Basse                  | 5                                         | Système mixte et nomination                                                                     | 596               |
| Égypte                           | Parlement                                       | Sénat                                         | Haute                  | 5                                         | Système mixte et nomination                                                                     | 300               |
| Émirats arabes unis              | Conseil national fédéral                        | Conseil national fédéral                      | Monocaméral            | 4                                         | Scrutin indirect et nomination                                                                  | 40                |
| Équateur                         | Assemblée nationale                             | Assemblée nationale                           | Monocaméral            | 4                                         | Système mixte                                                                                   | 137               |
| Érythrée                         | Assemblée nationale                             | Assemblée nationale                           | Monocaméral            | Parlement inactif                         | Parlement inactif                                                                               | Parlement inactif |
| Espagne                          | Cortes Generales                                | Congrès des députés                           | Basse                  | 4                                         | Proportionnel                                                                                   | 350               |
| Espagne                          | Cortes Generales                                | Sénat                                         | Haute                  | 4                                         | Plurinominal majoritaire                                                                        | 266               |
| Estonie                          | Riigikogu                                       | Riigikogu                                     | Monocaméral            | 4                                         | Proportionnel D'Hondt                                                                           | 101               |
| Eswatini                         | Parlement                                       | Assemblée                                     | Basse                  | 5                                         | Uninominal majoritaire à un tour et nomination                                                  | 70                |
| Eswatini                         | Parlement                                       | Sénat                                         | Haute                  | 5                                         | Scrutin indirect et nomination                                                                  | 30                |
| États-Unis                       | Congrès                                         | Chambre des représentants                     | Basse                  | 2                                         | Uninominal majoritaire à un tour                                                                | 435               |
| États-Unis                       | Congrès                                         | Sénat                                         | Haute                  | 6                                         | Uninominal majoritaire à un tour                                                                | 100               |
| Éthiopie                         | Parlement                                       | Chambre des représentants des peuples         | Basse                  | 5                                         | Uninominal majoritaire à un tour                                                                | 547               |
| Éthiopie                         | Parlement                                       | Chambre de la fédération                      | Haute                  | 5                                         | Scrutin indirect                                                                                | 153               |
| Fidji                            | Parlement                                       | Parlement                                     | Monocaméral            | 4                                         | Proportionnel                                                                                   | 55                |
| Finlande                         | Parlement                                       | Parlement                                     | Monocaméral            | 4                                         | Proportionnel                                                                                   | 200               |
| France                           | Parlement (réunion : Congrès)                   | Assemblée nationale                           | Basse                  | 5                                         | Uninominal majoritaire à deux tours                                                             | 577               |
| France                           | Parlement (réunion : Congrès)                   | Sénat                                         | Haute                  | 6                                         | Scrutin indirect à système mixte                                                                | 348               |
| Gabon                            | Parlement                                       | Assemblée nationale                           | Basse                  | 5                                         | Nomination                                                                                      | 70                |
| Gabon                            | Parlement                                       | Sénat                                         | Haute                  | 6                                         | Nomination                                                                                      | 50                |
| Gambie                           | Assemblée nationale                             | Assemblée nationale                           | Monocaméral            | 5                                         | Uninominal majoritaire à un tour et nomination                                                  | 58                |
| Géorgie                          | Parlement                                       | Parlement                                     | Monocaméral            | 4                                         | Système mixte                                                                                   | 150               |
| Ghana                            | Parlement                                       | Parlement                                     | Monocaméral            | 4                                         | Uninominal majoritaire à un tour                                                                | 275               |
| Grèce                            | Parlement                                       | Parlement                                     | Monocaméral            | 4                                         | Proportionnel                                                                                   | 300               |
| Grenade                          | Parlement                                       | Chambre des représentants                     | Basse                  | 5                                         | Uninominal majoritaire à un tour                                                                | 15                |
| Grenade                          | Parlement                                       | Sénat                                         | Haute                  | 5                                         | Nomination                                                                                      | 13                |
| Guatemala                        | Congrès de la République                        | Congrès de la République                      | Monocaméral            | 4                                         | Proportionnel                                                                                   | 160               |
| Guinée                           | Conseil national de la transition               | Conseil national de la transition             | Monocaméral            | Indéterminée                              | Nomination                                                                                      | 81                |
| Guinée-Bissau                    | Assemblée nationale populaire                   | Assemblée nationale populaire                 | Monocaméral            | 4                                         | Proportionnel                                                                                   | 102               |
| Guinée équatoriale               | Parlement                                       | Chambre des députés                           | Basse                  | 5                                         | Proportionnel                                                                                   | 100               |
| Guinée équatoriale               | Parlement                                       | Sénat                                         | Haute                  | 5                                         | Proportionnel et nomination                                                                     | 70                |
| Guyana                           | Assemblée nationale                             | Assemblée nationale                           | Monocaméral            | 5                                         | Proportionnel                                                                                   | 65                |
| Haïti                            | Parlement (réunion : Assemblée nationale)       | Chambre des députés                           | Basse                  | 4                                         | Uninominal majoritaire à deux tours                                                             | 119               |
| Haïti                            | Parlement (réunion : Assemblée nationale)       | Sénat de la République                        | Haute                  | 6                                         | Uninominal majoritaire à deux tours                                                             | 30                |
| Honduras                         | Congrès national                                | Congrès national                              | Monocaméral            | 4                                         | Proportionnel                                                                                   | 128               |
| Hongrie                          | Assemblée nationale                             | Assemblée nationale                           | Monocaméral            | 4                                         | Système mixte                                                                                   | 199               |
| Inde                             | Parlement                                       | Lok Sabha (Chambre du peuple)                 | Basse                  | 5                                         | Uninominal majoritaire à un tour                                                                | 543               |
| Inde                             | Parlement                                       | Rajya Sabha (Conseil des États)               | Haute                  | 6                                         | Scrutin indirect et nomination                                                                  | 245               |
| Indonésie                        | Assemblée délibérative du peuple                | Conseil représentatif du peuple               | Basse                  | 5                                         | Proportionnel                                                                                   | 575               |
| Indonésie                        | Assemblée délibérative du peuple                | Conseil représentatif des régions             | Haute                  | 5                                         | Vote unique non transférable                                                                    | 136               |
| Irak                             | Conseil des représentants                       | Conseil des représentants                     | Monocaméral (de facto) | 4                                         | Vote unique non transférable                                                                    | 329               |
| Iran                             | Madjles                                         | Madjles                                       | Monocaméral            | 4                                         | Uninominal majoritaire à deux tours                                                             | 290               |
| Irlande                          | Oireachtas (Parlement national)                 | Dáil Éireann (Assemblée d'Irlande)            | Basse                  | 5                                         | Vote unique transférable                                                                        | 160               |
| Irlande                          | Oireachtas (Parlement national)                 | Seanad Éireann (Sénat d'Irlande)              | Haute                  | 5                                         | Scrutin indirect et nomination                                                                  | 60                |
| Islande                          | Althing                                         | Althing                                       | Monocaméral            | 4                                         | Proportionnel                                                                                   | 63                |
| Israël                           | Knesset                                         | Knesset                                       | Monocaméral            | 4                                         | Proportionnel                                                                                   | 120               |
| Italie                           | Parlement                                       | Chambre des députés                           | Basse                  | 5                                         | Scrutin parallèle                                                                               | 400               |
| Italie                           | Parlement                                       | Sénat de la République                        | Haute                  | 5                                         | Scrutin parallèle                                                                               | 200               |
| Jamaïque                         | Parlement                                       | Chambre des représentants                     | Basse                  | 5                                         | Uninominal majoritaire à un tour                                                                | 63                |
| Jamaïque                         | Parlement                                       | Sénat                                         | Haute                  | 5                                         | Nomination                                                                                      | 21                |
| Japon                            | Diète                                           | Chambre des représentants                     | Basse                  | 4                                         | Système mixte                                                                                   | 465               |
| Japon                            | Diète                                           | Chambre des conseillers                       | Haute                  | 6                                         | Système mixte                                                                                   | 248               |
| Jordanie                         | Assemblée nationale                             | Chambre des représentants                     | Basse                  | 4                                         | Proportionnel et sièges réservés aux femmes                                                     | 130               |
| Jordanie                         | Assemblée nationale                             | Sénat                                         | Haute                  | 4                                         | Nomination                                                                                      | 65                |
| Kazakhstan                       | Parlement                                       | Mäjılıs                                       | Basse                  | 5                                         | Système mixte                                                                                   | 98                |
| Kazakhstan                       | Parlement                                       | Sénat                                         | Haute                  | 6                                         | Scrutin indirect et nomination                                                                  | 50                |
| Kenya                            | Parlement                                       | Assemblée nationale                           | Basse                  | 5                                         | Uninominal majoritaire à un tour et membres cooptés répartis à la proportionnelle               | 349               |
| Kenya                            | Parlement                                       | Sénat                                         | Haute                  | 5                                         | Uninominal majoritaire à un tour et membres cooptés répartis à la proportionnelle               | 67                |
| Kirghizistan                     | Conseil suprême                                 | Conseil suprême                               | Monocaméral            | 5                                         | Scrutin parallèle                                                                               | 90                |
| Kiribati                         | Maneaba ni Maungatabu                           | Maneaba ni Maungatabu                         | Monocaméral            | 4                                         | Uninominal majoritaire à deux tours                                                             | 45                |
| Koweït                           | Assemblée nationale                             | Assemblée nationale                           | Monocaméral            | 5                                         | Vote unique non transférable                                                                    | 65                |
| Laos                             | Assemblée nationale                             | Assemblée nationale                           | Monocaméral            | 5                                         | Majoritaire plurinominal                                                                        | 164               |
| Lesotho                          | Parlement                                       | Assemblée nationale                           | Basse                  | 5                                         | Système mixte compensatoire                                                                     | 120               |
| Lesotho                          | Parlement                                       | Sénat                                         | Haute                  | 5                                         | Cooptation et nomination                                                                        | 33                |
| Lettonie                         | Saeima                                          | Saeima                                        | Monocaméral            | 4                                         | Proportionnel de Sainte-Laguë                                                                   | 100               |
| Liban                            | Chambre des députés                             | Chambre des députés                           | Monocaméral            | 4                                         | Proportionnel                                                                                   | 128               |
| Liberia                          | Législature                                     | Chambre des représentants                     | Basse                  | 6                                         | Uninominal majoritaire à un tour                                                                | 73                |
| Liberia                          | Législature                                     | Sénat                                         | Haute                  | 9                                         | Uninominal majoritaire à un tour                                                                | 30                |
| Libye                            | Parlement                                       | Chambre des représentants                     | Basse                  | Indéterminée                              | —                                                                                               | 200               |
| Libye                            | Parlement                                       | Haut Conseil d'État                           | Haute                  | Indéterminée                              | —                                                                                               | 145               |
| Liechtenstein                    | Landtag                                         | Landtag                                       | Monocaméral            | 4                                         | Proportionnel de Hagenbach-Bischoff                                                             | 25                |
| Lituanie                         | Seimas                                          | Seimas                                        | Monocaméral            | 4                                         | Système mixte                                                                                   | 141               |
| Luxembourg                       | Chambre des députés                             | Chambre des députés                           | Monocaméral            | 4                                         | Proportionnel                                                                                   | 60                |
| Macédoine du Nord                | Assemblée                                       | Assemblée                                     | Monocaméral            | 4                                         | Proportionnel D'Hondt                                                                           | 120               |
| Madagascar                       | Parlement                                       | Assemblée nationale                           | Basse                  | 5                                         | Scrutin parallèle                                                                               | 151               |
| Madagascar                       | Parlement                                       | Sénat                                         | Haute                  | 5                                         | Scrutin indirect et nomination                                                                  | 18                |
| Malaisie                         | Parlement                                       | Dewan Rakyat (Chambre des représentants)      | Basse                  | 5                                         | Uninominal majoritaire à un tour                                                                | 222               |
| Malaisie                         | Parlement                                       | Dewan Negara (Sénat)                          | Haute                  | 3                                         | Scrutin indirect et nomination                                                                  | 70                |
| Malawi                           | Assemblée nationale                             | Assemblée nationale                           | Monocaméral            | 5                                         | Uninominal majoritaire à un tour                                                                | 193               |
| Maldives                         | Conseil du peuple                               | Conseil du peuple                             | Monocaméral            | 5                                         | Uninominal majoritaire à un tour                                                                | 87                |
| Mali                             | Conseil national de la transition               | Conseil national de la transition             | Monocaméral            | Indéterminée                              | Nomination                                                                                      | 121               |
| Malte                            | Chambre des représentants                       | Chambre des représentants                     | Monocaméral            | 5                                         | Vote unique transférable                                                                        | 65                |
| Maroc                            | Parlement                                       | Chambre des représentants                     | Basse                  | 5                                         | Proportionnel                                                                                   | 395               |
| Maroc                            | Parlement                                       | Chambre des conseillers                       | Haute                  | 5                                         | Scrutin indirect                                                                                | 120               |
| Îles Marshall                    | Nitijeļā (Législature)                          | Nitijeļā (Législature)                        | Monocaméral            | 4                                         | Système mixte                                                                                   | 33                |
| Maurice                          | Assemblée nationale                             | Assemblée nationale                           | Monocaméral            | 5                                         | Proportionnel et sièges compensatoires                                                          | 70                |
| Mauritanie                       | Assemblée nationale                             | Assemblée nationale                           | Monocaméral            | 5                                         | Système mixte                                                                                   | 176               |
| Mexique                          | Congrès de l'Union                              | Chambre des députés                           | Basse                  | 3                                         | Système mixte                                                                                   | 500               |
| Mexique                          | Congrès de l'Union                              | Sénat de la République                        | Haute                  | 6                                         | Système mixte                                                                                   | 128               |
| États fédérés de Micronésie      | Congrès                                         | Congrès                                       | Monocaméral            | 2 4 (pour les sénateurs)                  | Uninominal majoritaire à un tour                                                                | 14                |
| Moldavie                         | Parlement                                       | Parlement                                     | Monocaméral            | 4                                         | Proportionnel                                                                                   | 101               |
| Monaco                           | Conseil national                                | Conseil national                              | Monocaméral            | 5                                         | Système mixte                                                                                   | 24                |
| Mongolie                         | Grand Khoural d'État                            | Grand Khoural d'État                          | Monocaméral            | 4                                         | Majoritaire plurinominal                                                                        | 76                |
| Monténégro                       | Parlement                                       | Parlement                                     | Monocaméral            | 4                                         | Proportionnel D'Hondt                                                                           | 81                |
| Mozambique                       | Assemblée de la République                      | Assemblée de la République                    | Monocaméral            | 5                                         | Proportionnel D'Hondt                                                                           | 250               |
| Namibie                          | Parlement                                       | Assemblée nationale                           | Basse                  | 5                                         | Proportionnel et nomination                                                                     | 104               |
| Namibie                          | Parlement                                       | Conseil national                              | Haute                  | 5                                         | Scrutin indirect                                                                                | 42                |
| Nauru                            | Parlement                                       | Parlement                                     | Monocaméral            | 3                                         | Système Dowdall                                                                                 | 19                |
| Népal                            | Parlement fédéral                               | Chambre des représentants                     | Basse                  | 5                                         | Système mixte                                                                                   | 275               |
| Népal                            | Parlement fédéral                               | Assemblée nationale                           | Haute                  | 6                                         | Scrutin indirect et nomination                                                                  | 59                |
| Nicaragua                        | Assemblée nationale                             | Assemblée nationale                           | Monocaméral            | 5                                         | Proportionnel                                                                                   | 92                |
| Niger                            | Assemblée nationale                             | Assemblée nationale                           | Monocaméral            | 5                                         | Proportionnel                                                                                   | 171               |
| Nigeria                          | Assemblée nationale                             | Chambre des représentants                     | Basse                  | 4                                         | Uninominal majoritaire à un tour                                                                | 360               |
| Nigeria                          | Assemblée nationale                             | Sénat                                         | Haute                  | 4                                         | Majoritaire plurinominal                                                                        | 109               |
| Niue                             | Parlement                                       | Parlement                                     | Monocaméral            | 3                                         | Système mixte                                                                                   | 20                |
| Norvège                          | Storting                                        | Storting                                      | Monocaméral            | 4                                         | Proportionnel de Sainte-Laguë                                                                   | 169               |
| Nouvelle-Zélande                 | Parlement                                       | Chambre des représentants                     | Monocaméral            | 3                                         | Représentation mixte proportionnelle                                                            | 120               |
| Oman                             | Conseil d'Oman                                  | Conseil consultatif                           | Basse                  | 4                                         | Uninominal majoritaire à un tour                                                                | 86                |
| Oman                             | Conseil d'Oman                                  | Conseil d'État                                | Haute                  | 4                                         | Nomination                                                                                      | 86                |
| Ouganda                          | Parlement                                       | Parlement                                     | Monocaméral            | 5                                         | Uninominal majoritaire un tour et scrutin indirect                                              | 529               |
| Ouzbékistan                      | Oliy Majlis                                     | Chambre législative                           | Basse                  | 5                                         | Uninominal majoritaire à deux tours                                                             | 150               |
| Ouzbékistan                      | Oliy Majlis                                     | Sénat                                         | Haute                  | 5                                         | Scrutin indirect et nomination                                                                  | 100               |
| Pakistan                         | Parlement                                       | Assemblée nationale                           | Basse                  | 5                                         | Système mixte                                                                                   | 342               |
| Pakistan                         | Parlement                                       | Sénat                                         | Haute                  | 6                                         | Scrutin indirect                                                                                | 100               |
| Palaos                           | Congrès national                                | Chambre des délégués                          | Basse                  | 4                                         | Uninominal majoritaire à un tour                                                                | 16                |
| Palaos                           | Congrès national                                | Sénat                                         | Haute                  | 4                                         | Majoritaire plurinominal                                                                        | 13                |
| Palestine                        | Conseil législatif                              | Conseil législatif                            | Monocaméral            | Indéterminée                              | Proportionnel                                                                                   | 132               |
| Panama                           | Assemblée nationale                             | Assemblée nationale                           | Monocaméral            | 5                                         | Scrutin parallèle                                                                               | 71                |
| Papouasie-Nouvelle-Guinée        | Parlement national                              | Parlement national                            | Monocaméral            | 5                                         | Vote alternatif                                                                                 | 118               |
| Paraguay                         | Congrès                                         | Chambre des députés                           | Basse                  | 5                                         | Proportionnel                                                                                   | 80                |
| Paraguay                         | Congrès                                         | Sénat                                         | Haute                  | 5                                         | Proportionnel                                                                                   | 45                |
| Pays-Bas                         | États généraux                                  | Seconde Chambre                               | Basse                  | 4                                         | Proportionnel                                                                                   | 150               |
| Pays-Bas                         | États généraux                                  | Première Chambre                              | Haute                  | 4                                         | Scrutin indirect                                                                                | 75                |
| Pérou                            | Congrès de la République                        | Congrès de la République                      | Monocaméral            | 5                                         | Proportionnel D'Hondt                                                                           | 130               |
| Philippines                      | Congrès                                         | Chambre des représentants                     | Basse                  | 3                                         | Système mixte                                                                                   | 316               |
| Philippines                      | Congrès                                         | Sénat                                         | Haute                  | 6                                         | Majoritaire plurinominal                                                                        | 24                |
| Pologne                          | Assemblée nationale (réunion des deux chambres) | Diète                                         | Basse                  | 4                                         | Proportionnel de Sainte-Laguë                                                                   | 460               |
| Pologne                          | Assemblée nationale (réunion des deux chambres) | Sénat                                         | Haute                  | 4                                         | Uninominal majoritaire à un tour                                                                | 100               |
| Portugal                         | Assemblée de la République                      | Assemblée de la République                    | Monocaméral            | 4                                         | Proportionnel D'Hondt                                                                           | 230               |
| Qatar                            | Conseil consultatif                             | Conseil consultatif                           | Monocaméral            | 5                                         | Uninominal majoritaire à un tour et nomination                                                  | 45                |
| Roumanie                         | Parlement                                       | Chambre des députés                           | Basse                  | 4                                         | Proportionnel                                                                                   | 330               |
| Roumanie                         | Parlement                                       | Sénat                                         | Haute                  | 4                                         | Proportionnel                                                                                   | 136               |
| Royaume-Uni                      | Parlement                                       | Chambre des communes                          | Basse                  | 5                                         | Uninominal majoritaire à un tour                                                                | 650               |
| Royaume-Uni                      | Parlement                                       | Chambre des lords                             | Haute                  | À vie                                     | Membres nommés ou héréditaires                                                                  | Nombre variable   |
| Russie                           | Assemblée fédérale                              | Douma d'État                                  | Basse                  | 5                                         | Système mixte                                                                                   | 450               |
| Russie                           | Assemblée fédérale                              | Conseil de la fédération                      | Haute                  | Variable en fonctions des sujets fédéraux | Scrutin indirect                                                                                | 178               |
| Rwanda                           | Parlement                                       | Chambre des députés                           | Basse                  | 5                                         | Proportionnel et scrutin indirect                                                               | 80                |
| Rwanda                           | Parlement                                       | Sénat                                         | Haute                  | 5                                         | Scrutin indirect et nomination                                                                  | 26                |
| Saint-Christophe-et-Niévès       | Assemblée nationale                             | Assemblée nationale                           | Monocaméral            | 5                                         | Uninominal majoritaire à un tour et nomination                                                  | 15                |
| Sainte-Lucie                     | Parlement                                       | Assemblée                                     | Basse                  | 5                                         | Uninominal majoritaire à un tour                                                                | 17                |
| Sainte-Lucie                     | Parlement                                       | Sénat                                         | Haute                  | 5                                         | Nomination                                                                                      | 11                |
| Saint-Marin                      | Grand Conseil général                           | Grand Conseil général                         | Monocaméral            | 5                                         | Système mixte avec prime majoritaire                                                            | 60                |
| Saint-Vincent-et-les-Grenadines  | Assemblée                                       | Assemblée                                     | Monocaméral            | 5                                         | Uninominal majoritaire à un tour et nomination                                                  | 21                |
| Îles Salomon                     | Parlement national                              | Parlement national                            | Monocaméral            | 4                                         | Uninominal majoritaire à un tour                                                                | 50                |
| Salvador                         | Assemblée législative                           | Assemblée législative                         | Monocaméral            | 3                                         | Proportionnel                                                                                   | 84                |
| Samoa                            | Assemblée législative                           | Assemblée législative                         | Monocaméral            | 5                                         | Uninominal majoritaire à un tour                                                                | 51                |
| Sao Tomé-et-Principe             | Assemblée nationale                             | Assemblée nationale                           | Monocaméral            | 4                                         | Proportionnel                                                                                   | 55                |
| Sénégal                          | Assemblée nationale                             | Assemblée nationale                           | Monocaméral            | 5                                         | Système mixte                                                                                   | 165               |
| Serbie                           | Assemblée nationale                             | Assemblée nationale                           | Monocaméral            | 4                                         | Proportionnel                                                                                   | 250               |
| Seychelles                       | Assemblée nationale                             | Assemblée nationale                           | Monocaméral            | 5                                         | Système mixte                                                                                   | 35                |
| Sierra Leone                     | Parlement                                       | Parlement                                     | Monocaméral            | 5                                         | Proportionnel                                                                                   | 149               |
| Slovaquie                        | Conseil national                                | Conseil national                              | Monocaméral            | 4                                         | Proportionnel de Hagenbach-Bischoff                                                             | 150               |
| Slovénie                         | Parlement                                       | Assemblée nationale                           | Basse                  | 4                                         | Proportionnel                                                                                   | 90                |
| Slovénie                         | Parlement                                       | Conseil national                              | Haute                  | 5                                         | Scrutin indirect                                                                                | 40                |
| Somalie                          | Parlement fédéral                               | Chambre du peuple                             | Basse                  | 4                                         | Scrutin indirect                                                                                | 275               |
| Somalie                          | Parlement fédéral                               | Sénat                                         | Haute                  | 4                                         | Scrutin indirect                                                                                | 54                |
| Soudan                           | Aucun parlement                                 | Aucun parlement                               | Aucun parlement        | Aucun parlement                           | Aucun parlement                                                                                 | Aucun parlement   |
| Soudan du Sud                    | Législature nationale                           | Assemblée législative nationale de transition | Basse                  | Indéterminée                              | Nomination                                                                                      | 550               |
| Soudan du Sud                    | Législature nationale                           | Conseil des États                             | Haute                  | Indéterminée                              | Nomination                                                                                      | 100               |
| Sri Lanka                        | Parlement                                       | Parlement                                     | Monocaméral            | 5                                         | Proportionnel                                                                                   | 225               |
| Suède                            | Riksdag                                         | Riksdag                                       | Monocaméral            | 4                                         | Proportionnel de Sainte-Laguë                                                                   | 349               |
| Suisse                           | Assemblée fédérale                              | Conseil national                              | Basse                  | 4                                         | Proportionnel                                                                                   | 200               |
| Suisse                           | Assemblée fédérale                              | Conseil des États                             | Haute                  | 4                                         | Majoritaire plurinominal                                                                        | 46                |
| Suriname                         | Assemblée nationale                             | Assemblée nationale                           | Monocaméral            | 5                                         | Proportionnel plurinominal                                                                      | 51                |
| Syrie                            | Assemblée du peuple                             | Assemblée du peuple                           | Monocaméral            | 4                                         | Scrutin de liste majoritaire                                                                    | 250               |
| Tadjikistan                      | Assemblée suprême                               | Assemblée des représentants                   | Basse                  | 5                                         | Système mixte                                                                                   | 63                |
| Tadjikistan                      | Assemblée suprême                               | Assemblée nationale                           | Haute                  | 5                                         | Scrutin indirect et nomination                                                                  | 33                |
| Tanzanie                         | Assemblée nationale                             | Assemblée nationale                           | Monocaméral            | 5                                         | Uninominal majoritaire à un tour, sièges réservés aux femmes à la proportionnelle et nomination | 393               |
| Tchad                            | Aucun parlement                                 | Aucun parlement                               | Aucun parlement        | Aucun parlement                           | Aucun parlement                                                                                 | Aucun parlement   |
| Tchéquie                         | Parlement                                       | Chambre des députés                           | Basse                  | 4                                         | Proportionnel D'Hondt                                                                           | 200               |
| Tchéquie                         | Parlement                                       | Sénat                                         | Haute                  | 6                                         | Uninominal majoritaire à deux tours                                                             | 81                |
| Thaïlande                        | Assemblée nationale                             | Chambre des représentants                     | Basse                  | 4                                         | Système mixte                                                                                   | 500               |
| Thaïlande                        | Assemblée nationale                             | Sénat                                         | Haute                  | 5                                         | Scrutin indirect                                                                                | 250               |
| Timor oriental                   | Parlement national                              | Parlement national                            | Monocaméral            | 5                                         | Proportionnel D'Hondt                                                                           | 65                |
| Togo                             | Parlement                                       | Assemblée nationale                           | Basse                  | 6                                         | Proportionnel                                                                                   | 113               |
| Togo                             | Parlement                                       | Sénat                                         | Haute                  | 6                                         | Scrutin indirect et nomination                                                                  | 61                |
| Tonga                            | Assemblée législative                           | Assemblée législative                         | Monocaméral            | 4                                         | Uninominal majoritaire à un tour et sièges réservés à la noblesse tongienne                     | 26                |
| Trinité-et-Tobago                | Parlement                                       | Chambre des représentants                     | Basse                  | 5                                         | Uninominal majoritaire à un tour                                                                | 41                |
| Trinité-et-Tobago                | Parlement                                       | Sénat                                         | Haute                  | 5                                         | Nomination                                                                                      | 31                |
| Tunisie                          | Parlement                                       | Assemblée des représentants du peuple         | Basse                  | 5                                         | Uninominal majoritaire à deux tours                                                             | 161               |
| Tunisie                          | Parlement                                       | Conseil national des régions et des districts | Haute                  | 5                                         | Scrutin indirect                                                                                | 77                |
| Turkménistan                     | Assemblée                                       | Assemblée                                     | Monocaméral            | 5                                         | Uninominal majoritaire à un tour                                                                | 125               |
| Turquie                          | Grande Assemblée nationale                      | Grande Assemblée nationale                    | Monocaméral            | 5                                         | Proportionnel D'Hondt                                                                           | 600               |
| Tuvalu                           | Parlement                                       | Parlement                                     | Monocaméral            | 4                                         | Majoritaire plurinominal                                                                        | 16                |
| Ukraine                          | Rada                                            | Rada                                          | Monocaméral            | 5                                         | Système mixte                                                                                   | 450               |
| Uruguay                          | Assemblée générale                              | Chambre des représentants                     | Basse                  | 5                                         | Proportionnel D'Hondt                                                                           | 99                |
| Uruguay                          | Assemblée générale                              | Sénat                                         | Haute                  | 5                                         | Proportionnel D'Hondt                                                                           | 30                |
| Vanuatu                          | Parlement                                       | Parlement                                     | Monocaméral            | 4                                         | Vote unique non transférable                                                                    | 52                |
| Vatican                          | Commission pontificale                          | Commission pontificale                        | Monocaméral            | 5                                         | Nomination                                                                                      | 7                 |
| Venezuela                        | Assemblée nationale                             | Assemblée nationale                           | Monocaméral            | 5                                         | Vote parallèle                                                                                  | 277               |
| Viêt Nam                         | Assemblée nationale                             | Assemblée nationale                           | Monocaméral            | 5                                         | Majoritaire plurinominal                                                                        | 500               |
| Yémen                            | Parlement                                       | Chambre des représentants                     | Basse                  | 6                                         | Uninominal majoritaire à un tour                                                                | 301               |
| Yémen                            | Parlement                                       | Conseil consultatif                           | Haute                  | Indéterminée                              | Nomination                                                                                      | 111               |
| Zambie                           | Assemblée nationale                             | Assemblée nationale                           | Monocaméral            | 5                                         | Uninominal majoritaire à un tour et nomination                                                  | 167               |
| Zimbabwe                         | Parlement                                       | Assemblée nationale                           | Basse                  | 5                                         | Uninominal majoritaire à un tour et sièges réservés aux femmes à la proportionnelle             | 270               |
| Zimbabwe                         | Parlement                                       | Sénat                                         | Haute                  | 5                                         | Uninominal majoritaire à un tour et sièges réservés                                             | 80                |

## États non reconnus
| État non reconnu                        | Législature                | Chambres                   | Forme       | Durée du mandat | Système électoral                   | Sièges |
| --------------------------------------- | -------------------------- | -------------------------- | ----------- | --------------- | ----------------------------------- | ------ |
| Abkhazie                                | Assemblée du peuple        | Assemblée du peuple        | Monocaméral | 5               | Uninominal majoritaire à deux tours | 35     |
| République arabe sahraouie démocratique | Conseil national           | Conseil national           | Monocaméral | 3               | Vote unique non transférable        | 53     |
| Chypre du Nord                          | Assemblée de la République | Assemblée de la République | Monocaméral | 5               | Proportionnel                       | 50     |
| Kosovo                                  | Assemblée                  | Assemblée                  | Monocaméral | 4               | Proportionnel D'Hondt               | 120    |
| Ossétie du Sud-Alanie                   | Parlement                  | Parlement                  | Monocaméral | 5               | Système mixte                       | 34     |
| Somaliland                              | Parlement                  | Chambre des représentants  | Basse       | 5               | Proportionnel                       | 82     |
| Somaliland                              | Parlement                  | Chambre des Anciens        | Haute       | 6               | Scrutin indirect                    | 82     |
| Taïwan                                  | Yuan législatif            | Yuan législatif            | Monocaméral | 4               | Système mixte                       | 113    |
| Administration centrale tibétaine       | Parlement en exil          | Parlement en exil          | Monocaméral | 5               | Scrutin direct et nomination        | 45     |
| Transnistrie                            | Conseil suprême            | Conseil suprême            | Monocaméral | 5               | Uninominal majoritaire à un tour    | 33     |

## Parlements régionaux
Les parlements ci-dessous sont ceux d'États fédérés ou de régions autonomes :

### Australie
| État et territoires                    | Législature                                     | Législature                                     |
| État et territoires                    | Chambre haute                                   | Chambre basse                                   |
| -------------------------------------- | ----------------------------------------------- | ----------------------------------------------- |
| Australie-Méridionale                  | Parlement                                       | Parlement                                       |
| Australie-Méridionale                  | Conseil législatif                              | Assemblée                                       |
| Australie-Occidentale                  | Parlement                                       | Parlement                                       |
| Australie-Occidentale                  | Conseil législatif                              | Assemblée législative                           |
| Nouvelle-Galles du Sud                 | Parlement                                       | Parlement                                       |
| Nouvelle-Galles du Sud                 | Conseil législatif                              | Assemblée législative                           |
| Queensland                             | Assemblée législative (Parlement du Queensland) | Assemblée législative (Parlement du Queensland) |
| Tasmanie                               | Parlement                                       | Parlement                                       |
| Tasmanie                               | Conseil législatif                              | Assemblée                                       |
| Victoria                               | Parlement                                       | Parlement                                       |
| Victoria                               | Conseil législatif                              | Assemblée législative                           |
| Territoire de la capitale australienne | Assemblée législative                           | Assemblée législative                           |
| Territoire du Nord                     | Assemblée législative                           | Assemblée législative                           |

### Belgique
| Région                              | Législature | Législature | Membres |
| ----------------------------------- | ----------- | ----------- | ------- |
| Région de Bruxelles-Capitale        | Parlement   | Parlement   | 89      |
| Région wallonne                     | Parlement   | Parlement   | 75      |
| Région flamande                     | Parlement   | Parlement   | 124*    |
| Communauté                          |             |             |         |
| Communauté flamande                 | Parlement   | Parlement   | 124*    |
| Communauté française de Belgique    | Parlement   | Parlement   | 94      |
| Communauté germanophone de Belgique | Parlement   | Parlement   | 25      |

* La Région flamande et la Communauté flamande partagent le même parlement

### Chine
| Région administrative spéciale | Législature           | Législature           |
| ------------------------------ | --------------------- | --------------------- |
| Hong Kong                      | Conseil législatif    | Conseil législatif    |
| Macao                          | Assemblée législative | Assemblée législative |

### Danemark
| Pays constitutif | Législature  | Législature  |
| ---------------- | ------------ | ------------ |
| Groenland        | Inatsisartut | Inatsisartut |
| Îles Féroé       | Løgting      | Løgting      |

### Espagne
| Communauté autonome    | Législature         | Législature         |
| ---------------------- | ------------------- | ------------------- |
| Andalousie             | Parlement           | Parlement           |
| Aragon                 | Cortes              | Cortes              |
| Asturies               | Junte générale      | Junte générale      |
| Îles Baléares          | Parlement           | Parlement           |
| Pays basque            | Parlement           | Parlement           |
| Îles Canaries          | Parlement           | Parlement           |
| Cantabrie              | Parlement           | Parlement           |
| Castille-et-León       | Cortes              | Cortes              |
| Castille-La Manche     | Cortes              | Cortes              |
| Catalogne              | Parlement           | Parlement           |
| Estrémadure            | Assemblée           | Assemblée           |
| Galice                 | Parlement           | Parlement           |
| La Rioja               | Parlement           | Parlement           |
| Communauté de Madrid   | Assemblée           | Assemblée           |
| Région de Murcie       | Assemblée régionale | Assemblée régionale |
| Navarre                | Parlement           | Parlement           |
| Communauté valencienne | Parlement           | Parlement           |
| Ceuta                  | Assemblée           | Assemblée           |
| Melilla                | Assemblée           | Assemblée           |

### France
| Collectivité d'outre-mer | Législature         | Législature         |
| ------------------------ | ------------------- | ------------------- |
| Polynésie française      | Assemblée           | Assemblée           |
| Saint-Barthélemy         | Conseil territorial | Conseil territorial |
| Saint-Martin             | Conseil territorial | Conseil territorial |
| Saint-Pierre-et-Miquelon | Conseil territorial | Conseil territorial |
| Nouvelle-Calédonie       | Congrès             | Congrès             |

### Pays-Bas
| Territoire d'outre-mer | Législature | Législature |
| ---------------------- | ----------- | ----------- |
| Aruba                  | États       | États       |
| Curaçao                | États       | États       |
| Saint-Martin           | États       | États       |

### Portugal
| Région autonome | Législature           | Législature           |
| --------------- | --------------------- | --------------------- |
| Açores          | Assemblée législative | Assemblée législative |
| Madère          | Assemblée législative | Assemblée législative |

### Royaume-Uni
| Nation constitutive        | Législature           | Législature           |
| Nation constitutive        | Chambre haute         | Chambre basse         |
| -------------------------- | --------------------- | --------------------- |
| Écosse                     | Parlement             | Parlement             |
| Pays de Galles             | Parlement             | Parlement             |
| Irlande du Nord            | Assemblée             | Assemblée             |
| Territoire d'outre-mer     |                       |                       |
| Anguilla                   | Assemblée             | Assemblée             |
| Bermudes                   | Parlement             | Parlement             |
| Bermudes                   | Sénat                 | Assemblée             |
| Îles Caïmans               | Parlement             | Parlement             |
| Gibraltar                  | Parlement             | Parlement             |
| Îles Vierges britanniques  | Assemblée             | Assemblée             |
| Îles Malouines             | Assemblée législative | Assemblée législative |
| Montserrat                 | Assemblée législative | Assemblée législative |
| Îles Pitcairn              | Conseil de l'île      | Conseil de l'île      |
| Sainte-Hélène              | Conseil législatif    | Conseil législatif    |
| Tristan da Cunha           | Conseil de l'île      | Conseil de l'île      |
| Îles Turques-et-Caïques    | Assemblée             | Assemblée             |
| Dépendances de la Couronne |                       |                       |
| Île de Man                 | Tynwald               | Tynwald               |
| Île de Man                 | Conseil législatif    | Chambre des Clefs     |
| Jersey                     | États                 | États                 |
| Guernesey                  | États                 | États                 |
| Aurigny                    | États                 | États                 |

## Parlements supranationaux
| Organisation     | Législature                   | Chambres           | Forme    | Durée du mandat | Système électoral                    | Sièges            |
| ---------------- | ----------------------------- | ------------------ | -------- | --------------- | ------------------------------------ | ----------------- |
| Union européenne |                               | Parlement européen | Basse    | 5 ans           | voir Élections du Parlement européen | 720 (depuis 2024) |
| Union européenne | Conseil de l'Union européenne | Haute              | variable | Nomination      | 27 (depuis 2020)                     |                   |